# Gora Koksharova
Gora Koksharova (englische Transkription von russisch Гора Кокшарова Gora Kokscharowa) ist ein Nunatak im ostantarktischen Mac-Robertson-Land. Er ragt nordwestlich des Mount Ruker im südlichen Teil der Prince Charles Mountains auf.
Russische Wissenschaftler benannten ihn. Namensgeber ist der russische Mineraloge Nikolai Kokscharow (1818–1893).